# معيار جودة المعيشة

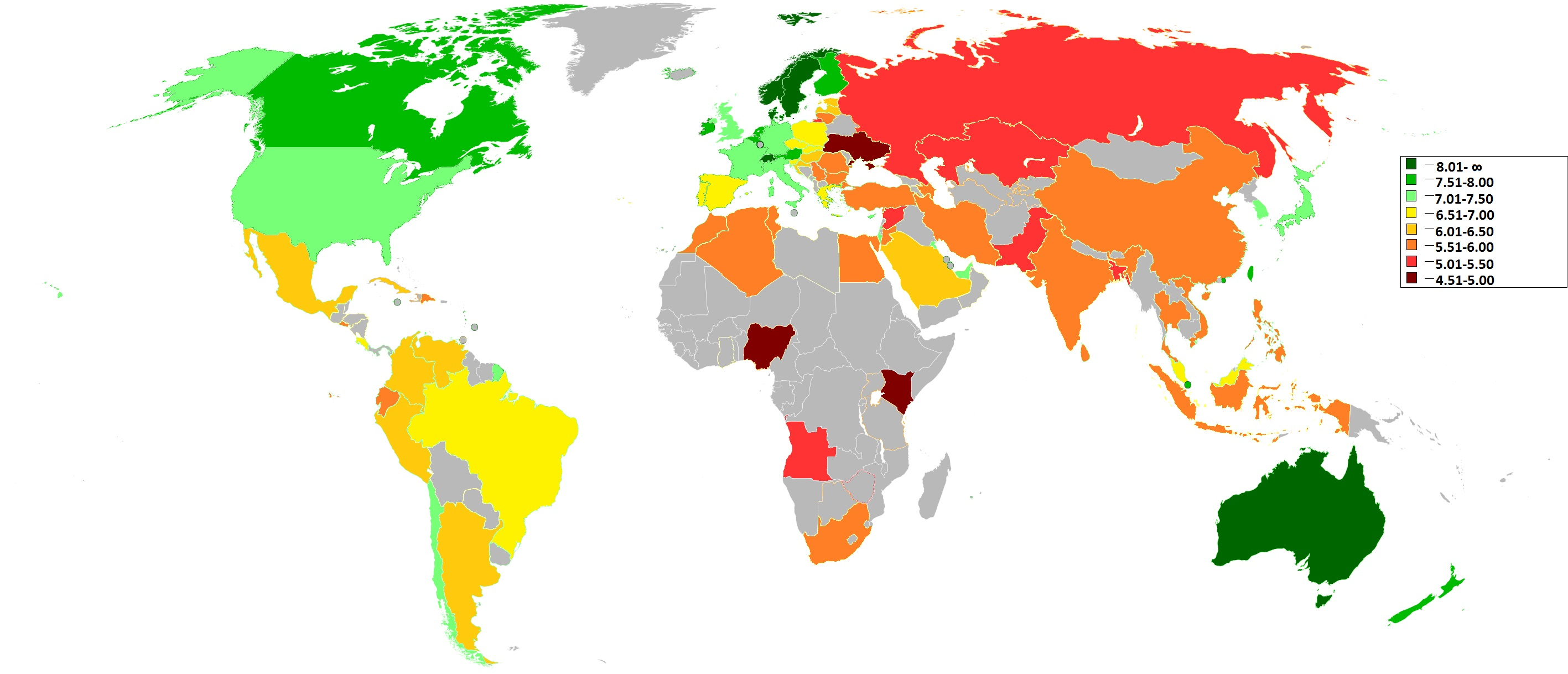

مؤشر جودة الحياة التابع لوحدة معلومات الإيكونومست يعتمد على منهجية فريدة تربط بين نتائج إحصاءات الرضى عن جودة الحياة الشخصية وبين المحددات الموضوعية لجودة الحياة عبر البلدان. تم حساب المؤشر عام 2005 و شمل معلومات من 111 دولة.
في ظل تباين علامات جودة الحياة من بلد لآخر في ظل أزمة كورونا نرصد لكم في هذا التقرير أفضل 10 دول من حيث جودة الحياة خلال 2021، والتي اعتمدت على مقاييس مختلفة منها (القدرة على تحمل التكاليف وسوق العمل والاستقرار الاقتصادي والأسري والمساواة في الدخل والاستقرار السياسي ونظم التعليم والصحة العامة)

## أدوات قياس المعيار
- مؤشر نوعية الحياة
- مؤشر القوة الشرائية
- مؤشر السلامة
- مؤشر الرعاية الصحية
- مؤشر الرقم القياسي لاسعار المستهلك
- مؤشر الملكية
- مؤشر المسافات الزمنية
- مؤشر التلوث

### ترتيب أفضل 10 الدول بمعيار جودة الحياة المعيشية لسنة 2021
1. كندا
2. اليابان
3. ألمانيا
4. سويسرا
5. أستراليا
6. الولايات المتحدة
7. نيوزيلندا
8. المملكة المتحدة
9. السويد
10. هولندا